# Dilek
Dilek ist ein türkischer weiblicher Vorname mit der Bedeutung „Wunsch“, „Geschenk“, „Bitte“.

## Namensträgerinnen
- Dilek Güngör (* 1972), deutsche Journalistin, Kolumnistin und Schriftstellerin
- Dilek Gürsoy (* 1976), deutsche Herzchirurgin
- Dilek Kalayci (* 1967), deutsche SPD-Politikerin, Mitglied des Abgeordnetenhauses von Berlin und Senatorin
- Dilek Mayatürk-Yücel (* 1986), deutsch-türkische Dokumentarfilmproduzentin und -autorin
- Dilek Öcalan (* 1987), kurdisch-türkische Politikerin
- Dilek Türker (* 1945), türkische Schauspielerin
- Dilek Yılmaz (* 2001), türkische Handballspielerin
- Dilek Zaptçıoğlu (* 1960), türkisch-deutsche Journalistin und Schriftstellerin
- Dilek Üşük (* 1979), deutsche Journalistin und Fernsehmoderatorin

## Sonstiges
- Dilek (Malatya), Ort in der türkischen Provinz Malatya

- Dilek Dağları, heutiger Name der Halbinsel Mykale in der Türkei
- Deniz Dilek (* 2007), türkische Tennisspielerin
- Yalın Dilek (* 2006), türkischer Fußballspieler